# Ayam pelung

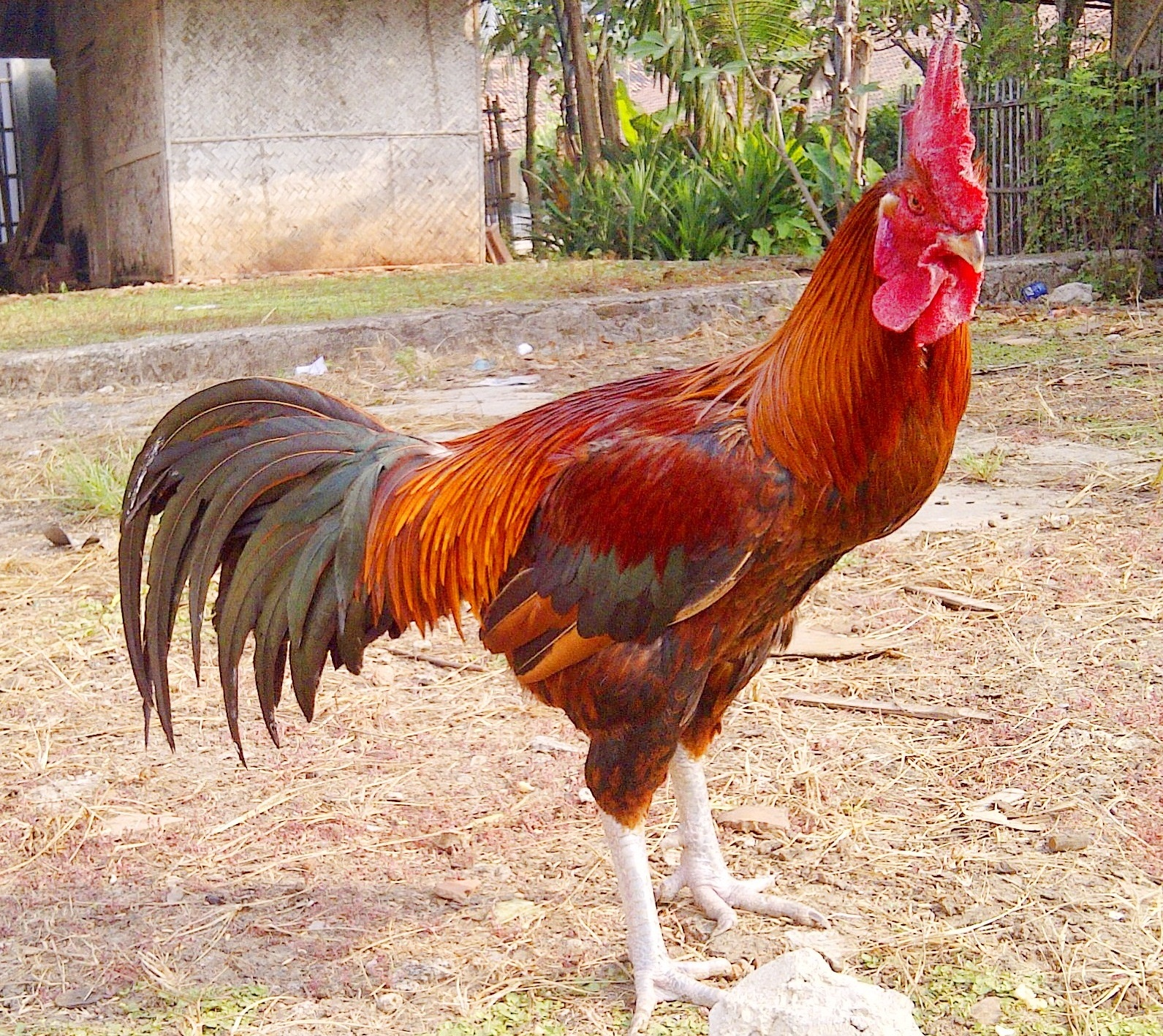
Hahn

Das Ayam pelung oder Pelung ist eine Langkräher-Hühnerrasse aus Westjava. Die große und schwere Rasse entstand im 19. Jh. aus dem Ayam kampung, dem indonesischen Landhuhn.

## Geschichte
Laut einer örtlichen Erzählung hatte Dscharkasih (auch Mama Atschi genannt), ein Bauer und Mystiker aus Cianjur einige Küken in seinem Hinterhof gefunden, die außergewöhnlich schnell wuchsen. Ein Hähnchen hätte nach sieben Monaten bereits eine riesige Statur gehabt und wäre aufgefallen durch seinen kräftigen und langen Krähruf. Ab etwa 1850 würden die Nachkommen dieses Hahnes weitergezüchtet und bekamen den Namen Ayam pelung, was im örtlichen Dialekt gebogenes Huhn bedeutet. Der Name rührt von der Eigenschaft der Hähne sich beim Krähen mit dem Oberkörper weit nach vorn zu beugen. Wie mit dem Ayam bekisar, wurden mit dem Ayam pelung Wettkrähen gehalten, welche die Beliebtheit der Rasse weiter vergrößert haben.

## Merkmale
Typische Merkmale sind der langgezogene, sonore Krähruf, welche bis zu elf Sekunden andauern kann, der außergewöhnlich große und fleischige stehende Kamm, welche sich über den Schnabel fortsetzt, das rote Gesicht und die hochgestellte Form. Das Körpergewicht der erwachsenen Hähne beträgt 3,5 bis sieben Kilogramm bei einer Größe von 40 bis 50 cm. Die Hennen sind kleiner mit einem Gewicht um zwei bis drei Kilogramm. Die üblichen Farbschläge sind gold-rot-schwarz und creme-schwarz bei den Hähnen.

## Verwendung
Die hobbymäßige Zucht ist hauptsächlich auf Westjava sehr geliebt und findet ihren Höhepunkt bei den jährlichen Wettkrähen in Cianjur. Aufgrund des erheblichen Körpergewichtes hat das Pelung eine wichtige Rolle in der lokalen Hühnerfleischproduktion, obwohl die Gewichtszunahme in den ersten Lebwochen geringer ist als die der modernen Masthühner.